# Al-Hilal SFC
Al-Hilal FC (în arabă الهلال) este un club arab de fotbal, cu sediul în Riad, ce evoluează în prima ligă de fotbal din Arabia Saudită. Arena unde își dispută meciurile de acasă este stadionul Regele Fahd. Echipa a fost înființată în anul 1957 și este cea mai de succes echipă din Arabia Saudită, cu 55 de trofee câștigate.
Printre cei mai buni jucători ai clubului au fost: Sami Al-Jaber, legenda Echipei naționale de fotbal a Arabiei Saudite, și Yousuf Al-Thunayan. Căpitanul echipei Mohamed Al-Deayea deține recordul pentru cele mai multe meciuri la națională. Cunoscutul brazilian Rivelino a jucat pentru Al-Hilal din 1978 până în 1981.

## Istorie
Clubul Al-Hilal a fost fondat pe data de 16 octombrie 1957 cu numele Club Olimpic.
Numele clubului a fost schimbat în anul 1958, prin decretul regelui Arabiei Saudite, după un turneu care a fost ținut între cluburile Al-Shabab, Al-Riyadh și El-Kawkab.

## Lotul actual
La 9 august 2025.
| Nr. |                | Poziție | Jucător             |
| --- | -------------- | ------- | ------------------- |
| 3   | Senegal        | F       | Kalidou Koulibaly   |
| 4   | Arabia Saudită | F       | Khalifah Al-Dawsari |
| 5   | Arabia Saudită | F       | Ali Al-Bulaihi      |
| 6   | Brazilia       | F       | Renan Lodi          |
| 7   | Uruguay        | A       | Darwin Núñez        |
| 8   | Portugalia     | M       | Rúben Neves         |
| 9   | Serbia         | A       | Aleksandar Mitrović |
| 11  | Brazilia       | A       | Marcos Leonardo     |
| 12  | Arabia Saudită | F       | Yasser Al-Shahrani  |
| 15  | Arabia Saudită | M       | Mohammed Al-Qahtani |
| 16  | Arabia Saudită | F       | Nasser Al-Dawsari   |
| 17  | Arabia Saudită | P       | Mohammed Al-Rubaie  |

| Nr. |                | Poziție | Jucător                 |
| --- | -------------- | ------- | ----------------------- |
| 19  | Franța         | F       | Théo Hernandez          |
| 20  | Portugalia     | F       | João Cancelo            |
| 21  | Arabia Saudită | P       | Mohammed Al-Owais       |
| 22  | Serbia         | M       | Sergej Milinković-Savić |
| 24  | Arabia Saudită | F       | Moteb Al-Harbi          |
| 28  | Arabia Saudită | M       | Mohamed Kanno           |
| 29  | Arabia Saudită | M       | Salem Al-Dawsari        |
| 37  | Maroc          | P       | Yassine Bounou          |
| 77  | Brazilia       | A       | Malcom                  |
| 87  | Arabia Saudită | F       | Hassan Al-Tambakti      |
| 88  | Arabia Saudită | F       | Hamad Al-Yami           |
| 99  | Arabia Saudită | A       | Abdullah Al-Hamdan      |

## Palmares

### Național
- Campionatul de fotbal din Arabia Saudită (19 (Record)): 1977, 1979, 1985, 1986, 1988, 1990, 1996, 1998, 2002, 2005, 2008, 2010, 2011, 2017, 2018, 2020, 2021, 2022, 2024
- Locul 2(11)1976, 1980, 1981, 1983, 1987, 1993, 1995, 1997, 2006, 2007, 2009
- Cupa Regelui (6 (Record)): 1961, 1964, 1980, 1982, 1984, 1989
- Locul secund(6)1963,1968,1977,1981,1985,1987
- Cupa Prințului (8 (Record)): 1964, 1995, 2000, 2003, 2005, 2006, 2008, 2009
- Locul secund(1)1998
- Cupa Federației Arabiei Saudite (7 (Record)): 1987, 1990, 1993, 1996, 2000, 2005, 2006
- Locul secund(4)1986,2002,2003,2008
- Cupa Fondatorilor (1 (Record)): 1999

### Asia
- Liga Campionilor Asiei (3): 1992, 2000,2019
- Locul secund(2)1987,1988
- Cupa Asiei (2): 1997, 2002
- Supercupa Asiei (2): 1997, 2000
- Locul secund(1)2002

### Arabia
- Cupa Campionilor Arabi (2): 1995, 1996
- Locul secund(1)1989
- Cupa Arabiei (1):  2000
- Supercupa Arabiei (1):  2001
- Locul secund(2)1993,1996

## Jucători notabili
| - Yousuf Al-Thunayan - Sami Al-Jaber - Mohamed Al-Deayea - Saleh Nu'eimeh - Nawaf Al-Temyat - Abdullah Al Jumaan - Fahad Al-Musaibeah - Khalid Al Temawi - Ahmed Dokhi - Khamis Al-Owairan - Yasser Al Qahtani - Mohammad Al-Shalhoub - Abdullah Zubromawi - Fahad Al-Ghesheyan - Khaled Aziz - Abdullah Al-Deayea - Ahmed Al Swaileh - Jassem Al Houwaidi - Bashar Abdullah - Seol Ki-Hyeon - Lee Young-Pyo | - Tarik El Taib - Najeeb Al imam - Ali Kaabi - Elaiadi El hmroni - Faouzi Rouissi - Salaheddine Bassir - Ahmed Bahja - Saïd Chiba - Ashraf Kasem - Ahmad Al Kas - Moussa Ndao - Ibrahima Ba - Elijah Litana - Kandia Traoré - Lelo Mbele - Franck Atsou - Tenema N'Diaye - Patrick Suffo - Baba Adamu - Samson Siasia - Seyfo Soley - Jatto Ceesay - Paolo Di Selva | - Roberto Rivellino - Thiago Neves Augusto - Roni - Marcelo Tavares - Marcelo Camacho - Sergio Ricardo - Giovanni Oliveira - Túlio - Somália - Rodrigo Alflen - Joelson Santos Silva - Guaro Rodrigo - Bruno Agnello - Vanderloo de Oliveira - Leonardo Avila Cardenas - Sergio Soares - Jose Manuel Edmilson - Ronald Raldes - Ricardo Pérez - Himprto Souza - Mauricio Aros - Paolo Di Sousa | - Andrei Kanchelskis - Christian Wilhelmsson - Alex Lombardo - Ioan Lupescu - Mirel Rădoi |